# Eoophyla
Eoophyla là một chi bướm đêm thuộc họ Crambidae.